# Distrikt Umachiri
Der Distrikt Umachiri liegt in der Provinz Melgar in der Region Puno in Südost-Peru. Der Distrikt besitzt eine Fläche von 332 km². Beim Zensus 2017 wurden 3897 Einwohner gezählt. Im Jahr 1993 betrug die Einwohnerzahl 3651, im Jahr 2007 3897. Sitz der Distriktverwaltung ist die 3904 m hoch gelegene Ortschaft Umachiri mit 780 Einwohnern (Stand 2017). Umachiri befindet sich 18 km westnordwestlich der Provinzhauptstadt Ayaviri.

## Geographische Lage
Der Distrikt Umachiri liegt im Andenhochland im zentralen Südwesten der Provinz Melgar. Die Flüsse Río Lallimayoc (auch Río Ocuviri) und Río Pucará (auch Río Santa Rosa) begrenzen das Areal im Westen und im Norden. Im äußersten Süden reicht der Distrikt bis zu einem 5000 m hohen Gebirgsmassiv.
Der Distrikt Umachiri grenzt im Süden an den Distrikt Ocuviri (Provinz Lampa), im Westen an den Distrikt Pallpata (Provinz Espinar), im Norden an die Distrikte Cupi und Macari, im Norden an den Distrikt Santa Rosa sowie im Osten an den Distrikt Ayaviri.